# Eurysquilla leloeuffi
Eurysquilla leloeuffi is een bidsprinkhaankreeftensoort uit de familie van de Eurysquillidae. De wetenschappelijke naam van de soort is voor het eerst geldig gepubliceerd in 1977 door Manning.